# Eupithecia gueneata
Euphitecia gueneata es una especie de polilla de la familia Geometridae. La especie fue descrita por primera vez por Pierre Millière habiendo sido descrita en 1862, con distribución en Europa y África. El sintipo de la especie fue descrita en los alrededores de Celles-les-Bains, Ardeché.: 252 
Es la especie tipo del grupo de especies E. gueneata, todas de la misma región del paleártico oeste y central. Se diferencia por otras especies de esta región de Europa y Asia por tener un colorido vibrante y por colores contrastantes en sus alas anteriores.

## Descripción
Es una polilla pequeña, con una envergadura de las alas de unos 20 a 23 milímetros (0,8 a 0,9 plg). Las alas anteriores son de color ocre pálido o color ceniza parduzco a rojizo, con una banda media, oblicua, de color castaño claro e interrumpida a nivel de M3 y CuA2.: Notas 1  El punto de la celda es grande y negro. Las alas inferiores son de color ceniza claro con una punta celular negra. 
El abdomen es de color marrón ceniza, mucho más oscuro en la primera parte cerca del tórax. Los palpos labiales son de color marrón grisáceo.: 254 
E. gueneata ha sido agrupada con la E. busambaria aunque esta última fue descrita por la ausencia absoluta del color rojo ladrillo de las alas superiores y del cuerpo, atravesadas por una gran banda negruzca y completamente rodeada por ambos lados por dentro y por fuera por un color ceniza claro.

## Ciclo de vida
Los adultos vuelan desde finales de junio hasta mediados de agosto. Suelen encontrarse en zonas montañozas abruptas entre matorrales y bosques, generalmente entre 1000 a 1600 metros (3280,8 a 5249,3 pies) de altitud. La polilla se desarrolla a partir de la pupa comenzando el segundo o tercer año.
Las orugas se alimentan de varias especies Apiaceae, incluidas especies del género Peucedanum (incluido Peucedanum oreoselinum) y Pimpinella saxifraga. Las larvas se pueden encontrar de julio a octubre.

## Distribución
La especie ha sido descrita en la Sierra Nevada, la Sierra de Albarracín y los Pirineos de la península ibérica, Europa central y meridional, el Paleártico Occidental así como en Turquía, Transcaucasia y Turkmenistán.

## Subespecies
- Eupithecia gueneata gueneata[10]
- Eupithecia gueneata plantei Herbulot, 1981[11]